# Sphaeromyxa balbianii
Sphaeromyxa balbianii is een microscopische parasiet uit de familie Sphaeromyxidae. Sphaeromyxa balbianii werd in 1892 beschreven door Thélohan. 